# Antonio Robles Cornejo
Antonio Robles Cornejo fue un médico y botánico español de los siglos xvi y xvii que ejerció principalmente en el virreinato del Perú.

## Biografía
Natural de Salamanca, estudió entre 1583 y 1586 en la universidad de dicha ciudad. Según Miguel Colmeiro y Penido, en el 1585 o antes conoció en Madrid a Francisco Hernández de Toledo, estudioso de las plantas del virreinato de Nueva España. Al año siguiente estuvo en las boticas de Sevilla y, en 1587, partió a Puerto Rico, pasando antes por Angola. Se estableció después en Perú, donde se había instalado su familia años antes —su padre, Francisco, fue uno de los hombres de Pedro de la Gasca— y llegó a ser médico del virrey Juan de Mendoza y Luna, marqués de Montesclaros. Después de veinticinco años, en 1611, acabó su obra Examen de los simples medicinales, que se divide en siete libros y describe 169 productos, centrándose en el estudio de las plantas medicinales.
En 1617, presentó el manuscrito de su trabajo al Consejo de Indias para que pagara su impresión, lo cual fue rechazado; no obstante, logró el permiso necesario para su publicación y el título de protomédico de Tierra Firme. Las pérdidas económicas derivadas del naufragio del barco en el que viajaba a Panamá en 1618 impidieron que el libro finalmente fuera impreso, aunque se conserva un ejemplar manuscrito en la biblioteca del Real Jardín Botánico de Madrid.
Dijo Colmeiro y Penido de su obra lo siguiente:

[...] Robles Cornejo escribió siempre dominado por la autoridad de los antiguos naturalistas, y en particular por la de Dioscórides; pero algunas veces supo prescindir de ella, recurriendo a la propia observación, y describiendo plantas que aquellos no pudieron conocer. Si así lo hubiese hecho constantemente, no aparecería en el Examen de los simples medicinales con harta frecuencia el decidido empeño de hallar en el Nuevo Mundo especies vegetales propias del antiguo, tomando por idénticas las que presentan ciertas semejanzas, suficientes o no para aproximar tales especies en el mismo género.
Colmeiro y Penido, 1859, p. 442